# Juhász Bálint
Juhász Bálint (Ajka, 1993. szeptember 4. ) magyar rádiós műsorvezető, újságíró.

## Élete és munkássága
Középiskolai tanulmányait az ajkai Bródy Imre Gimnázium Műszaki tagozatán végezte el. 
Kiskora óta rajong a rádiózásért, 2009-ben indította el az ajkai Best Rádiót, ami egy helyi rádióállomás.
Az Ajkai vörösiszap-katasztrófa első tudósítói között volt, 
később az ő kezdeményezésére indították el a Közös Hullámhossz Hírszolgálat elnevezésű ideiglenes rádióállomást, mely a katasztrófa által érintett települések lakóinak nyújtott hiteles és korrekt tájékoztatást. A nemzetközi médiából csak ő volt jelen Kolontár kitelepítésénél, képei az országos és nemzetközi médiumokban is megjelentek. A Belügyminisztérium Országos Katasztrófavédelmi Igazgatósága hivatalos levélben nyilvánította ki köszönetét a csapata által "a vörösiszap-katasztrófa alatt nyújtott kiemelkedő kommunikációs segítségükért." 2011-ben és 2012-ben a Diák- és Ifjúsági Újságírók Országos Egyesülete év diákrádiósa szakmai díját kapta. 2014-ben elnyerte az Ifjúsági Sajtódíjat.
2015 márciusa és 2016 májusa között a Petőfi Rádió szerkesztő-műsorvezetője volt, ahol az Egy estém bárhol és az EU TOP 30 műsorokat vezette. Ez idő alatt az M2 Petőfi TV adásában is műsorvezetőként volt látható. 2016 novembere és 2017 augusztusa között a Class FM internetes rádió egyik műsorvezetője volt. 2018. szeptemberétől a rádió megszűnéséig a 89.5 Music FM műsorvezetője volt. Majd a Part FM-nél is dolgozott, ami helyén ma a Rádió 1 szól. Ezután a Sport Rádió-ban is tevékenykedett egy darabig.  2025 február közepéig vezetett műsort a Rádió 7-ben. Jelenleg a Budapest Park rádiójában a Hajnali Kör elnevezésű műsort vezeti, mely online és a ParkFM applikációjában követhető héthöznaponta 7 és 10 óra között.
Saját digitális rádiós projektje még azóta is szól. (Next FM)